# Manuel Martín Piñera
Manuel Martín Piñera, né le 3 juin 1931 à Cabezón de la Sal en Cantabrie, est un coureur cycliste espagnol. Professionnel de 1955 à 1969, il a notamment remporté cinq étapes du Tour d'Espagne.

## Palmarès
- 1958
  - Tour de La Rioja :
    - Classement général
    - 2e étape

- 1960
  - Circuito Montañés
  - GP Cuprosan

- 1961
  - 1rea étape du Tour du Levant (contre-la-montre par équipes)
  - 3e étape de Barcelone-Madrid (ou Trofeo Torres-Serdán)
  - 12e étape du Tour de Colombie (contre-la-montre)

- 1962
  - 2e du Tour de Catalogne
  - 3e du championnat d'Espagne sur route

- 1963
  - Circuit de Getxo
  - 2e du Circuit de Torrelavega
  - 3e de la Klasika Primavera

- 1964
  - GP Ayutamiento de Bilbao
  - 3eb étape du Tour de France (contre-la-montre par équipes)
  - 3e du Trofeo Jaumendreu

- 1965
  - 6e et 18e étapes du Tour d'Espagne
  - 2e du Tour des vallées minières

- 1966
  - Trofeo Masferrer
  - 2e du Tour des vallées minières
  - 2e du Trofeo Elola
  - 3e du Campeonato Vasco-Navarro de Montaña

- 1968
  - 8e et 18e étapes du Tour d'Espagne

- 1969
  - 10e étape du Tour d'Espagne

## Résultats sur les grands tours

### Tour de France
2 participations
- 1963 : abandon (3e étape)
- 1964 : 52e, vainqueur de la 3eb étape (contre-la-montre par équipes)

### Tour d'Espagne
10 participations
- 1958 : abandon (5eb étape)
- 1959 : 35e
- 1960 : abandon (4e étape)
- 1961 : 45e
- 1962 : 47e
- 1963 : 30e
- 1965 : 21e, vainqueur des 6e et 18e étapes
- 1966 : 49e
- 1968 : 40e, vainqueur des 8e et 18e étapes,  maillot amarillo pendant 1 jour
- 1969 : 67e, vainqueur de la 10e étape

### Tour d'Italie
- 1967 : 50e